# علی مطهری
علی مطهری (زادهٔ ۶ بهمن ۱۳۳۶) سیاستمدار ایرانی است که در ادوار هشتم، نهم و دهم به‌عنوان نمایندهٔ تهران، ری، شمیرانات، اسلامشهر و پردیس در مجلس شورای اسلامی فعالیت می‌کرد.
مطهری فرزند مرتضی مطهری و برادر همسر علی لاریجانی است. او مسئول نشر و نظارت بر نشر تألیفات پدرش است. او سرپرست انتشارات صدرا نیز است و در دانشگاه تهران تدریس می‌کند و در آن‌جا دکترای فلسفه می‌گیرد. وی پس از ثبت‌نام در انتخابات مجلس یازدهم رد صلاحیت شد. او رهبر ائتلاف صدای ملت است. مطهری همواره دیدگاه‌هایی در مورد پوشاک زنان، بدن آن‌ها و گاه، دیدگاه‌هایی در مورد تحریک جنسی با زنان ارائه کرده است که در مواردی در رسانه‌های فارسی‌زبان، جنجال‌آفرین شده‌اند. در فروردین ۱۴۰۰، وی از «لزوم تحریک‌شدن پسران ایرانی با حتی دست زنان»، «حیوانی‌بودن حق پوشش»، «بیمار بودن کسانی که در ساحل تحریک نمی‌شوند» و «لزوم حجاب اجباری در ایران» گفت؛ اعلامیه‌هایی که از سوی برخی، توهین به تمامی انسانیت خوانده شده است. سخنان وی در مورد روی آوردن زنان اروپایی به مردان آفریقایی نیز با نقدهای بسیاری روبرو شد و برخی این سخنان را نشانی از محرومیت جنسی دانستند. او مورد نقد روانشناسان نیز قرار گرفته است.

## زندگی‌شخصی و تحصیلات

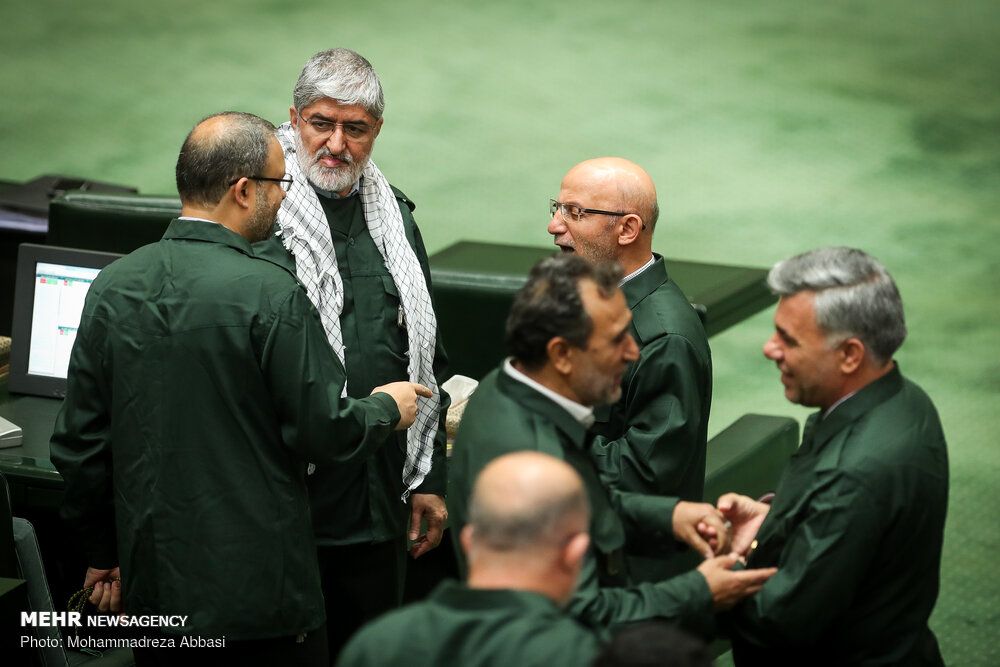
مطهری در لباس سپاه پاسداران، در محکومیت قرار گرفتن سپاه در فهرست گروه‌های تروریستی دولت ایالات متحدهٔ آمریکا

علی مطهری فرزند سوم مرتضی مطهری و همسرش اعظم (عالیه) روحانی است که در ۶ بهمن ۱۳۳۶ در خیابان ری تهران زاده شد. وی در سال ۱۳۵۵ تحصیلات متوسطهٔ خود را در دبیرستان علوی، در رشتهٔ ریاضی به پایان رساند و در رشتهٔ مهندسی مکانیک دانشکدهٔ فنی دانشگاه تبریز پذیرفته شد. پس از ترور پدرش در اردیبهشت ۱۳۵۸، خود را به دانشگاه علم و صنعت منتقل کرد و چندی در این دانشگاه به تحصیل ادامه داد. او همواره به عنوان یک محافظه‌کار شناخته می‌شود و همچنین به عنوان گونه‌ای اصلاح‌طلب محافظه‌کار نیز نامیده می‌شود. او برادر همسر علی لاریجانی است.

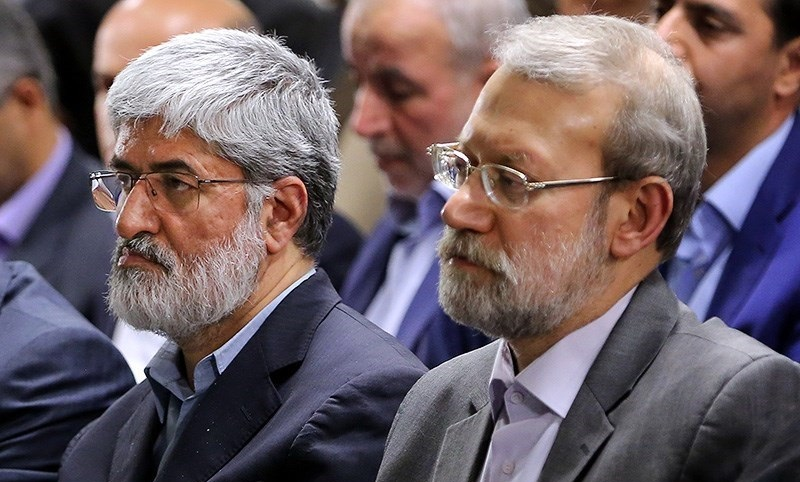
علی مطهری برادر همسر علی لاریجانی

علی مطهری، با وجود آن‌که بیش از نیمی از واحدهای کارشناسی مهندسی مکانیک را گذرانده بود، با انتقال به دانشکدهٔ الهیات دانشگاه تهران، تغییر رشته داد و تحصیلات خود را تا اخذ درجهٔ دکتری در رشتهٔ فلسفه و کلام اسلامی ادامه داد. وی پس از مرگ پدر مسؤولیت تدوین و تنظیم آثار چاپ‌نشده و به‌طور کلی نظارت بر نشر آثار وی را به عهده گرفت. مدیریت علمی انتشارات صدرا و عضویت در هیئت مدیره «بنیاد علمی فرهنگی استاد شهید مطهری» از دیگر مسئولیت‌های وی است. او همچنین سابقه کار در رادیو را نیز دارد.
مطهری در سال ۱۳۶۲ با نرگس انصاری (نوه شیخ جواد انصاری) ازدواج کرد و دارای ۴ فرزند بنام‌های مرتضی، رضا، لیلا و زهرا می‌باشد. خواهر وی، فریده مطهری، همسر علی لاریجانی است.

## فعالیت‌های سیاسی

### مجلس هشتم
علی مطهری از چهره‌های شاخص اصلاح‌طلبان بود، که به مجلس هشتم راه یافت. در این دوره، ابتدا صلاحیت علی مطهری برای نامزدی در انتخابات رد شد، اما در پی رایزنی‌ها و تجدیدنظر خواهی‌ها، شورای نگهبان رأی به صلاحیت وی، برای ورود به رقابت‌های انتخاباتی داد.
وی از نمایندگان فعال مجلس هشتم بود و در استیضاح علی کردان، وزیر کشور دولت نهم، به همراه احمد توکلی نقش مهمی را برعهده داشت. او در تاریخ ۲۱ مهر ۱۳۹۰ در اعتراض به رسیدگی نشدن به طرح سؤال از رئیس‌جمهور در مجلس، در خصوص عملکرد وی از جمله برداشت غیرقانونی پول از بانک مرکزی ایران، از سمت نمایندگی مجلس استعفاء داد، ولی درخواست استعفایش رای نیاورد.

### انتخابات ریاست‌جمهوری دهم
مطهری پس از برگزاری انتخابات دوره دهم ریاست‌جمهوری در ایران، از منتقدین به نحوه برخورد حکومت با معترضین بود. وی به نقدهای صریح در این باره روی آورد که این امر موجب اعتراض چهره‌های اصولگرا و گاه تخریب او از سوی اصولگرایان تندرو در مجلس شد. گرچه مطهری هیچگاه معتقد به تقلب در انتخابات نبود و آن را لغزش سیاسی نخبگان می‌دانست.

### انتخابات مجلس نهم
صلاحیت علی مطهری، برای نامزدی در انتخابات مجلس نهم، نخست توسط هیئت‌های اجرایی نهمین دوره انتخابات مجلس، تأیید نشد. اما سپس صلاحیت وی در هیئت‌های نظارت بر انتخابات مجلس نهم، تأیید شد.
در انتخابات مجلس نهم، علی مطهری همراه با افرادی چون علی عباسپور و حمیدرضا کاتوزیان، ائتلاف جدیدی با عنوان جبهه صدای ملت را تشکیل داد و اقدام به ارائه یک فهرست انتخاباتی جداگانه کرد. علی مطهری دربارهٔ علت تشکیل این ائتلاف گفت:
اگر جبهه پایداری به وحدت تمکین می‌کرد و فهرست نمی‌داد، سایر گروه‌ها هم این کار را نمی‌کردند. اما آن‌ها از اول زیر بار اتحاد نرفتند. وقتی یک گروه فهرست انتخاباتی مجزا می‌دهد، این حق برای دیگران هم ایجاد می‌شود و عدالت حکم می‌کند که دیگران هم بتوانند لیست بدهند.
پس از اعلام موجودیت این جبهه انتخاباتی، خبرگزاری جهان‌نیوز، نزدیک به علیرضا زاکانی، نوشت: علت عدم حضور این افراد در لیست جبهه متحد اصول‌گرایان «بخاطر مواضع عجیب آن‌ها در دوران فتنه و پس از آن بوده است». علی مطهری تنها نمایندهٔ مجلس شورای اسلامی است که در دوران وکالتش، دو مرتبه از جانب قوه قضائیه ایران، علیه وی اعلام جرم شده است.

### انتخابات ریاست‌جمهوری یازدهم
علی مطهری در انتخابات ریاست‌جمهوری ایران (۱۳۹۲) از حامیان به جد هاشمی رفسنجانی بود. مطهری پس از عدم احراز صلاحیت هاشمی رفسنجانی، با نوشتن نامه‌ای خطاب به سید علی خامنه‌ای برای تأیید صلاحیت هاشمی رفسنجانی در انتخابات، پیشنهاد استفاده از حکم حکومتی را به رهبر ایران داد. مطهری در خصوص رد صلاحیت هاشمی رفسنجانی که توسط شورای نگهبان به دلیل ضعف توان جسمانی هاشمی رفسنجانی انجام شده بود، بیان کرد: «بنده پیشنهاد می‌کنم برای ارزیابی توان جسمی آقای هاشمی، یک مسابقه دو صدمتر بین ایشان و آقای جلیلی و یک مسابقه کشتی بین آقای هاشمی و آقای حداد برگزار کنند.» علی مطهری با تندرو خواندن سعید جلیلی، پیروزی وی را برای ایران خسارت‌بار توصیف کرد.
«آقای جلیلی، شما که از جهاد اصغر سربلند بیرون آمده‌اید خوب است که در جهاداکبر هم سرافراز باشید. شما خود بهتر از هرکس دیگری می‌دانید که تجربه کافی و صلاحیت لازم برای ریاست‌جمهوری را ندارید و عده‌ای برای رسیدن به اهداف خود، شما را به درون صحنه هل داده‌اند. «ألانسانُ عَلی نفسِه بَصیر»؛ انسان به نفس خودش آگاه است. پیشنهاد می‌کنم انصراف بدهید و ابزار دست دیگران واقع نشوید. ان‌شاءالله برای دوره‌های بعد نامزد شوید.»
پس از پیروزی حسن روحانی در انتخابات ریاست جمهوری، علی مطهری از جمله سیاستمدارانی بود که این پیروزی را به حسن روحانی تبریک گفت.

### انتخابات مجلس دهم
علی مطهری در ۲ دی ۱۳۹۴ با حضور در ستاد انتخابات وزارت کشور، نامزد انتخابات مجلس دهم شد، اما در مراحل اولیه، صلاحیتش از سوی هیئت مرکزی نظارت بر انتخابات به استناد بندهای ۱ و ۳ ماده ۲۸ قانون انتخابات مجلس شورای اسلامی یعنی «اعتقاد و التزام عملی به اسلام و نظام مقدس جمهوری اسلامی» رد شد. او به رد صلاحیتش اعتراض کرد.
شورای نگهبان در تجدید نظر راجع به صلاحیت‌ها، صلاحیت او را تأیید کرد.
نهایتاً در دهمین دوره انتخابات مجلس شورای اسلامی، علی مطهری، در لیست سی نفرهٔ ائتلاف فراگیر اصلاح طلبان: گام دوم در تهران حضور داشت و توانست با کسب ۱٬۴۴۷٬۷۱۳ رأی، در رتبهٔ دوم تهران، وارد مجلس دهم شود. تمام سی نفر اعضای این لیست در تهران در دور اول وارد مجلس شدند.

### نایب رئیس دوم مجلس دهم
در ۱۱ خرداد ۱۳۹۵ و در جریان رای‌گیری انتخابات هیئت رئیسه دایم دهمین دوره مجلس شورای اسلامی، علی مطهری با کسب ۱۳۳ رای نایب رئیس دوم مجلس دهم شد. مطهری در ۱۰ خرداد ۱۳۹۶ و در انتخابات هیئت رئیسه سال دوم مجلس با کسب ۱۶۳ رای نایب رئیس دوم مجلس دهم ماند. مطهری تا پایان سال سوم مجلس در این سمت باقی ماند و در آغاز سال چهارم جای خود را به عبدالرضا مصری داد.

### مناظره‌ها
علی مطهری در اسفند ۱۳۹۰ در مناظره‌ای با حمید رسایی (از اعضای جبهه پایداری انقلاب اسلامی و حامیان محمود احمدی‌نژاد) اعلام کرد که تعداد کشته‌شدگان تظاهرات اعتراضی در روز ۳۰ خرداد ۱۳۸۸ (یک روز پس از برگزاری نماز جمعه به امامت علی خامنه‌ای) بیش از ۶۰ نفر بوده است. وی چند روز پیش از این مناظره، از دانشجویان بسیجی تجمع‌کننده در مقابل مجلس، با عنوان ساندیس‌خور یاد کرده بود، لقبی که منجر به شکایت سازمان بسیج دانشجویی دانشگاه صنعتی شریف از وی شد.
او در این مناظره، با اشاره به این‌که مدیریت بحران اعتراضات پس از انتخابات را ضعیف خواند، اضافه کرد که به همین دلیل رهبری نیز مجبور شد که وارد عرصه شود و شعارها در نهایت علیه وی مطرح گردید. وی همچنین اضافه کرد که جمهوری اسلامی به مردم معترض اجازه حرف زدن و تجمع نداد و تنها باتوم‌ها را بالا بردیم و آن‌ها را کتک زدیم و در ۳۰ خرداد ۴۰، ۵۰ نفر کشته شدند.
در این مناظره حمید رسایی در واکنش به این سخنان مطهری، گفت: «بی‌بی‌سی چنین ادعایی را در رابطه با آمار کشته‌شدگان بعد از انتخابات نکرد، که شما مطرح می‌کنید.» اما مطهری در پاسخ به وی، گفت: «تعداد کشته‌ها بیش از این نیز بود اما من خیلی کمتر گفتم».
علی مطهری در بخشی از سخنان خود نیز با اشاره به حمله به سفارت بریتانیا در تهران، گفت: «در مجلس تصویب کردیم که سطح روابط ایران و انگلیس را تا حد کاردار تنزل دهیم و سفیر انگلیس را به صورت خفت باری از کشور اخراج کنیم، اما هجوم به سفارت انگلیس توسط عده‌ای که آقای رسایی نیز در آن روز و در آنجا نماز جماعت به پا کردند، باعث شد که ما از انگلیس عذرخواهی نیز کنیم».
او دربارهٔ ولی فقیه در این مناظره گفت: «در نگاهی وسیع‌تر ولی فقیه هم قابل انتقاد است. در زمان پیامبر از او انتقاد می‌شد، پس چگونه است اکنون گمان می‌کنیم ولی فقیه قابل سؤال کردن نیست. دوستان جبهه پایداری فکر می‌کردند اگر از عملکرد مدیریت در بحران‌های کشور انتقاد شود، به ولی فقیه انتقاد شده، در حالی که حتی در نگاهی وسیع‌تر ولی فقیه نیز قابل سؤال کردن و انتقاد است. زمانی که ما پیامبر را مورد سؤال قرار می‌دهیم، چطور است که وقتی به ولی فقیه می‌رسیم، قابل سؤال نیست؛ بنابراین این تفکر خیلی خطرناک است.»
وی پیش از این مناظره در مناظره‌ای با نبویان، از اعضاء جبهه پایداری، با اشاره به تجمع در مقابل مجلس برای اعتراض به مصوبه مجلس پیرامون دانشگاه آزاد اسلامی، گفته بود: «پس از تصویب این مصوبه دوستان آقای روانبخش فحش دادند و اراذل و اوباشی را جلوی مجلس آوردند، ماشین‌هایی با پلاک‌های یکی از نهادها جلوی مجلس پارک شده بود، در این تحصن چند ساعته تا توانستند به نمایندگان و ریاست مجلس توهین کردند»

### رویدادهای وابسته
گروهی از فعالان شبکه‌های اجتماعی با امضای نامه‌ای، از این نماینده به دلیل طرح و پیگیری حقوق رهبران جنبش سبز و مقابله با قانون‌شکنان حمایت کردند.

#### سوءقصد
در هنگام سفر علی مطهری به شیراز که به دعوت انجمن فرهنگ و سیاست دانشجویان دانشگاه شیراز و به منظور سخنرانی در دانشگاه شیراز انجام شد، گروهی از موتور سواران ناشناس، پس از خروج وی از فرودگاه، به خودروی وی حمله کرده و آن را تخریب نمودند و با محاصره چند ساعتهٔ کلانتری که وی پس از حمله در آن حضور داشت، موجب لغو برنامهٔ سخنرانی وی شدند. در پی این حمله، رحمانی فضلی، وزیر کشور وقت، با احضار استاندار فارس به وزارت کشور، خواهان برخورد با عاملان این حمله شد.
حمله کنندگان به مطهری چندی بعد محاکمه شدند و مطهری گفت که متهمین اعتراف کرده‌اند که برای این حمله از یکی از نهادهای خاص، دستور سازمانی گرفته بودند.
حمله کنندگان به علی مطهری از او درخواست گذشت کردند و او بخشش حمله کنندگان را مشروط به برخورد با دستور دهندگان کرد و خطاب به حمله کنندگان به خود گفت که من کینه افرادی مثل شما را به دل نمی‌گیرم و اگر دادگاه پرونده دستور دهندگان این حادثه را به جریان بیندازد آنگاه احتمال گذشت من از شما قوت می‌گیرد.
در اواخر سال ۱۳۹۴، وکیل مطهری اعلان کرد که پرونده حمله به مطهری در دادسرای نظامی شیراز پیگیری می‌شود.

#### استراق سمع
صبح روز سه‌شنبه ۱۸ تیر ۱۳۹۲ مسوول دفتر مطهری متوجه تغییراتی در دفتر از جمله در پنجره کولر می‌شود. به همین خاطر پنجره را باز و کشف می‌کند که پشت کانال کولر، دستگاه‌های مختلف استراق‌سمع و دوربین فیلمبرداری نصب شده است. بنابراین علی مطهری از ورود مخفیانه افرادی از یک نهاد اطلاعاتی به دفتر کارش خبر داد که شبانه دوربین و تجهیزات استراق سمع را در اتاق او جاسازی کرده بودند. مدتی بعد، مطهری از حیدر مصلحی، وزیر اطلاعات دولت دهم ایران، به سبب این نفوذ که به اعتقاد مطهری توسط نیروهای تحت امر وی انجام شده است، انتقاد کرد. در نهایت در روز ۲۴ آذر همان سال، مطهری در وبگاه شخصی خودش خبر از برکناری مدیرکل یکی از معاونت‌های وزارت اطلاعات و معاون او خبر داد. مطهری در این بیانیه ضمن تشکر از سید محمود علوی، وزیر اطلاعات جدید ایران، وعده تغییر گفتمان آن وزارتخانه در دوره علوی از زبان خود وزیر خبر داد.

#### فیلتر شدن وبگاه شخصی

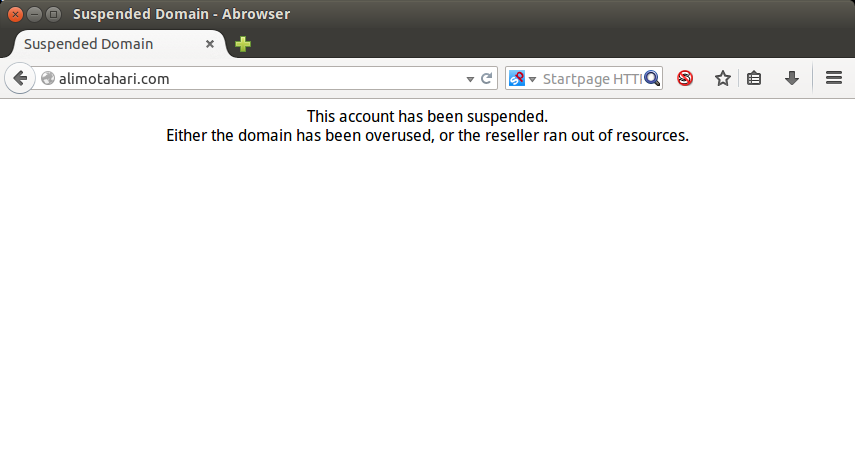
وبگاه از دسترس خارج شدهٔ علی مطهری در تاریخ ۲۳ دی ۱۳۹۳

در شنبه ۱۴ دی ۱۳۹۲ پس از این که در مجلس شورای اسلامی سخنانی علیه قوه قضاییه مطرح کرده بود، سایت شخصی وی فیلتر شد. و همچنین از تاریخ ۱۵ دی ۱۳۹۳ این وبگاه به صورت کلی از دسترس خارج شد که بنظر می‌رسد در پی انتشار نامهٔ علی مطهری به صادق آملی لاریجانی رئیس قوهٔ قضاییهٔ ایران پیرامون اظهارات وی دربارهٔ رفع حصر مهدی کروبی و میرحسین موسوی باشد.

## فعالیت‌های اقتصادی
فعالیت‌های اقتصادی علی مطهری در حوزه نشر است. از آنجا که مرتضی مطهری پدر علی مطهری نویسنده بود، شغل پدر زمینه مناسبی برای فعالیت خانواده به دست داده است. در نتیجه علی مطهری و برادرش «بنیاد علمی- فرهنگی شهید مطهری» که به نشر آثار پدرش اختصاص دارد را اداره می‌کنند. این بنیاد از دولت بودجه می‌گیرد و ضمناً از پرداخت مالیات معاف است. خانواده مطهری دو انتشاراتی دیگر هم دارند. یکی انتشارات صدرا است که توسط خود مرتضی مطهری تأسیس شده است و در حال حاضر در کنار بنیاد مطهری به انتشار آثارش می‌پردازد و توسط علی مطهری اداره می‌شود.انتشارات فجر که به نظر می‌آید خانوادگی است زیرا اعضای خانواده علی مطهری مانند خواهرش فریده در این انتشاراتی کار می‌کنند.

## واکنش‌ها و دیدگاه‌ها

### روز آغاز امامت دوازدهمین امام شیعیان
در آبان ماه ۱۳۹۶ علی مطهری از تصویب طرحی در مجلس برای تعطیلی یک روز با عنوان «آغاز امامت دوازدهمین امام شیعیان» بشدت انتقاد کرد و خواستار حذف آن شد. وی این تعطیلی را «بی‌مبنا» خواند و یادآور شد این روز تعطیل در واقع یک روز پیش از مراسمی ست که «شیعیان تندرو» به مناسبت درگذشت خلیفه دوم مسلمانان برگزار می‌کنند. وی همچنین یادآور شد که این تعطیلی بنا به توصیه «یکی از مراجع» صورت گرفت و به گفته او، بدون آنکه اجازه صحبت دربارهٔ آن داده شود «به صورت مرموزی تصویب شد». مطهری در فروردین ماه ۱۳۹۱ دربارهٔ مواضعش گفت: «او و اعضای ائتلاف «صدای ملت» در موضوع آزادی‌های اجتماعی به اصولگرایان نزدیک هستند.»

### انتقاد از دیدگاه‌های فرهنگی احمدی‌نژاد
مطهری همچنین از منتقدان سیاست‌های فرهنگی محمود احمدی‌نژاد است. مطهری در سال ۱۳۸۹ در این باره گفت: «آقای احمدی‌نژاد با علم به اینکه اعلام مخالفت رئیس‌جمهور با اجرای قانون عفاف و حجاب در تلویزیون منجر به تشدید بدحجابی و بی‌حجابی می‌شود، در کمال بی تعهدی اعلام کرد که من با اجرای این قانون مخالفم و زحمات فراوانی را ضایع کرد و از آن تاریخ وضعیت پوشش اسلامی بسیار وخیم تر شده و به عقیده من تا زمانی که این شخص بر مسند ریاست جمهوری تکیه زده است این وضعیت قابل اصلاح نیست و خدا کند که منجر به بی‌حجابی کامل نشود. مواضع دیگر فرهنگی ایشان مانند دستور حضور بانوان در ورزشگاه‌های مردان و تسامح و تساهل در مسائل شرعی ورزش بانوان و بی‌تفاوتی نسبت به رواج کلمات لاتین در سطح کشور و حمایت از اقدامات رئیس دفتر خود در تلاش برای ورود خوانندگان لس آنجلسی به کشور و حمایت مادی و معنوی غیرمعمول و خلاف عدالت از برخی ستاره‌های سینمای کشور دلایل دیگری بر عقیده لیبرالیسم و رهاسازی فرهنگی ایشان است.»

### انتقاد از فرهنگ ایران باستان
مطهری از منتقدان دولت محمود احمدی‌نژاد در سیاست حمایت از ایران باستان بود و در این باره می‌گوید: «البته من آقای رئیس‌جمهور را در این مسائل تحت تأثیر آقای مشایی می‌دانم چرا که ایشان روی افکار رئیس‌جمهور بسیار تأثیرگذار است. همان‌طور که در زنده کردن فرهنگ ایران و باستان تلاش‌های آقای مشایی را می‌بینیم
شما دیدید اخیراً آقای احمدی‌نژاد گفت ما فرزندان رستم و اسفندیار هستیم.» علی مطهری طراح اصلی سؤال نمایندگان مجلس از محمود احمدی‌نژاد دربارهٔ مسائلی مانند غیبت یازده روزه محمود احمدی‌نژاد، حجاب اسلامی و مکتب ایرانی بود.

### انتقاد به عملکرد شورای نگهبان
در ماه‌های آغازین فعالیت دولت یازدهم، مطهری در اظهارنظری گفت که در صورت عدم رد صلاحیت گسترده اصلاح‌طلبان در انتخابات مجلس شورای اسلامی (۱۳۹۴-۱۳۹۵)، آن‌ها پیروز خواهند شد. اما شورای نگهبان تلاش خود را جهت مانع‌تراشی در خصوص ایجاد شرایط برای موفقیت اصلاح‌طلبان به کار خواهد بست.
علی مطهری در روز ۳۰ مهر ۱۳۹۲ در صحن علنی مجلس، ضمن اشاره به مخالفت رهبر ایران با معرفی جعفر توفیقی به عنوان وزیر پیشنهادی علوم، تحقیقات و فناوری، گفت: «قطعاً شورای نگهبان اجازه شکست اصولگرایان در رقابت‌های سیاسی آتی کشور را نمی‌دهد، اگر انتخابات کاملاً آزاد باشد و نامزدهای اصلاح‌طلب رد صلاحیت نشوند و مشارکت بالا باشد، معمولاً اصلاح‌طلب‌ها پیروز میدان هستند. اصولگرایان معمولاً در شرایطی پیروز می‌شوند که کاندیداهای مؤثر اصلاح‌طلب ردصلاحیت شده و به تبع آن مشارکت مردم پایین آید، در چنین شرایطی اصولگرایان در رقابت‌های سیاسی پیروز می‌شوند.»

### دیدگاه در مورد رهبری
علی مطهری در دی ۱۳۹۲، در جمع دانشجویان دانشگاه علوم پزشکی شیراز گفت:
برخی از ولایت فقیه برداشت اشتباه دارند و گمان می‌کنند کسی نباید فکر خلاف رهبری داشته باشد در حالی که شخص مقام معظم رهبری گفتند مرز التزام به ولایت فقیه احکام حکومتی است.
رای مخالف ولی فقیه نشان از شکستن نظر رهبری نیست.
همانگونه که در استیضاح وزیر کار، رهبری مخالف این داستان بود اما من به دلیل خلاف‌های متعدد مرتضوی استیضاح را تا آخر پیگیری کردم.
وی همچنین در آذر ۱۳۹۳ در همایش تبیین حماسه حسینی که توسط انجمن اسلامی دانشگاه فردوسی مشهد در دانشکده ریاضی این دانشگاه برگزار شد صراحتاً اعلام کرد که نظر رهبری در مورد حصر خلاف عدالت است و اظهار داشت: رهبری از نظر خودشان می‌گویند که در مورد حصر موسوی و کروبی، عدالت را رعایت کرده و به آن‌ها لطف می‌کنند ولی از نظر من این مخالف عدالت است و نظر ایشان را قبول ندارم.

### حوادث سال ۱۳۸۸
علی مطهری در خصوص پیامدهای انتخابات ریاست جمهوری دهم ایران معتقد است: «به هرحال شروع فتنه با احمدی‌نژاد بود و او هیزم فتنه را فراهم کرد و موسوی آن‌ها را شعله‌ور ساخت.» وی معتقد است در صورتی که با تخلف احمدی‌نژاد، موسوی و کروبی با یک دید نگریسته می‌شد و از طریق مراجع قضایی به تخلفات آن‌ها فوراً رسیدگی می‌شد، مدت اعتراضات چند ماه به طول نمی‌انجامید. وی عزت‌الله ضرغامی را مقصر بعدی ناآرامی‌ها عنوان می‌کند و معتقد است در صورتی که با شروع اعتراضات به درخواست موسوی مبنی بر حضور در تلویزیون در یک برنامه پخش مستقیم عمل می‌کرد، استدلال‌های معترضان مبنی بر تقلب در انتخابات پاسخ گفته می‌شد و درگیری‌ها اوج نمی‌گرفت.
وی در دی ۱۳۹۲، در جمع دانشجویان دانشگاه علوم پزشکی شیراز در مورد حوادث سال ۱۳۸۸ گفت:
به نظر من احکامی که برای مصطفی تاج‌زاده و نبوی ارائه شد سختگیرانه بود در حالی که باید تخلفات آن‌ها به صراحت و شفاف توضیح داده شود چرا که داشتن ارتباط با آمریکا و دیگران واضح و شفاف نیست.
طولانی شدن بدون محاکمه حصر موسوی و کروبی از لحاظ قانونی و شرعی مشکل دارد و اگر این افراد در حصر بمیرند نظام هزینه سنگینی را پرداخت خواهد کرد.
موسوی و کروبی از تخلفات مبری نیستند اما اگر قرار است آن‌ها محاکمه گردند احمدی‌نژاد هم باید محاکمه شود.
او همچنین گفته:
اگر پس از انتخابات ۱۳۸۸ دولت اجازه تجمع را داده بود و سخنان معترضین را پخش می‌کرد هیچگاه چنین اتفاقاتی نمی‌افتاد.
حتی صدا و سیما نیز در اتفاقات پس از انتخابات ۱۳۸۸ مقصر بود چرا که اجازه دفاع به معترضین نداد. در قانون اساسی آزادی اجتماعات وجود دارد و اگر پس از انتخابات به این نکته از قانون عمل شده بود هیچ‌گاه شاهد چنین اتفاقاتی نبودیم.
وی در خصوص ۹دیماه سال ۸۸می‌گوید: «سالروز نهم دی ماه سال ۸۸ را گرامی می‌دارم. راه‌پیمایی خودجوش قشرها مختلف ملت ایران اعم از هواداران کاندیدای پیروز و معترضان به نتیجه انتخابات در این روز، نشانه رشد اجتماعی و سیاسی ملت ایران بود که قطع نظر از تخلفات دو طرف فتنه، به دفاع از اصل نظام جمهوری اسلامی پرداختند.»

### منتظری
علی مطهری در دی ۱۳۹۲، در جمع دانشجویان دانشگاه علوم پزشکی شیراز گفت:
در حال حاضر در بسیاری از موارد آزادی بیان وجود دارد ولی متأسفانه برخی از افراد در برخی از حوزه‌ها خطوط قرمز مصنوعی ایجاد کردند و حتی حوادث رخ داده در تاریخ انقلاب را نیز سانسور می‌کنند.

برخی بدنبال حذف کردن منتظری و اقدامات او بودند در حالی که باید واقع بینانه به آن نگاه کرد اگر او انحرافاتی داشته خدماتی را نیز به دنبال ارائه داده که باید به آن‌ها توجه کرد.

### دیدگاه‌ها دربارهٔ زنان
وی همواره دیدگاه‌هایی در مورد پوشاک زنان، بدن آن‌ها و گاه، دیدگاه‌هایی در مورد تحریک جنسی با زنان ارائه کرده است که در مواردی در رسانه‌های فارسی‌زبان، جنجال‌آفرین شده‌اند. در فروردین ۱۴۰۰، وی از لزوم تحریک‌شدن پسران ایرانی با حتی دست زنان، حیوانی‌بودن حق پوشش، بیمار بودن کسانی که در ساحل تحریک نمی‌شوند و لزوم حجاب اجباری در ایران گفت؛ اعلامیه‌های وی از سوی برخی، توهین به تمامی انسانیت خوانده شده است. سخنان وی در مورد روی آوردن زنان اروپایی به مردان آفریقایی نیز، با نقدهای بسیاری روبرو شد و برخی این سخنان را نشانی از محرومیت جنسی وی دانستند. بسیاری از کاربران فضای مجازی ایران، این سری از سخنان وی را شرم‌آور و نژادپرستانه (مربوط به مردان آفریقایی) خوانده‌اند.
وی پیشتر نیز در تیر ۱۳۹۳، در اقدامی مشابه، با اعتراض به مسئولان ایران برای برخورد نکردن با کسانی که از نظرش حجاب اسلامی را رعایت نمی‌کنند و با پخش کردن عکس‌هایی از «زنان ساپورت‌پوش» در صحن علنی مجلس جمهوری اسلامی، جنجالی مشابه به پا کرده بود. وی همچنین اعلام داشته است که «وقتی در جامعه ما یک جوان با دیدن دست خانمی تحریک می‌شه، این نقطه قوت ماست». که با نقد کاربران فضای مجازی، روبرو شد. او با توجه به اثرگذاری سخنان و تصمیماتش بر زنان در ایران، مورد نقد روانشناسان نیز قرار گرفته است.

#### حجاب اسلامی
مطهری در سال ۱۳۸۹، دربارهٔ حجاب اسلامی گفت: برخورد با بدحجابی باید از اماکن دولتی آغاز شود و در مرحله بعد به خیابان‌ها و معابر عمومی‌پرداخته شود. مطهری افزود:
دولت باید در مبادی ورودی دانشگاه‌ها از ورود دانشجویان بدحجاب جلوگیری کند. محیط دانشگاه محل حضور دانشجویان بد پوشش و محل تحریک غریزه جنسی نیست و دولت هم نباید برخورد با این افراد را به دانشجویان متدین واگذار کند، بلکه خود دولت باید ساز و کاری فراهم نماید تا در مبادی ورودی دانشگاه‌ها از ورود افراد بدحجاب اعم از دختر و پسر جلوگیری شود. مسئولان دانشگاه‌ها نیز در این زمینه تحت تأثیر تبلیغات دشمن قرار نگیرند و با قاطعیت کار خود را انجام دهند. امیدواریم دولت موضع خود را تغییر دهد و با جدیت به نظارت بر مسئله حجاب در جامعه و مسائل دیگری نظیر نظارت بر ساحل دریاها و خرید و فروش سی دی‌های خانمان برانداز بپردازد، چرا که روح و جان انقلاب اسلامی همین مسائل فرهنگی است.

او در فروردین ۱۴۰۰ طی گفتگویی در کلاب هاوس ضمن تأکید بر این‌که به آزادی حجاب اعتقاد ندارد گفت: 
«اگر کسی کنار دریا تحریک نمی‌شود بیمار است. خدا خواسته ما تحریک شویم، باید تحریک شویم.»

#### تذکر به صدا و سیما
در جریان برگزاری مسابقات لیگ جهانی والیبال ۲۰۱۳، علی مطهری به رئیس سازمان صدا و سیما در خصوص پخش تصاویر برخی از بانوان تماشاچی که در محل برگزاری مسابقات، حجاب اسلامی را رعایت نکرده بودند، تذکر داد. مطهری ضمن انتقاد از پخش تصاویر چند تن از بانوان تماشاچی که حجاب اسلامی را در محل برگزاری مسابقات لیگ جهانی بین تیم‌های والیبال ایران و ایتالیا و همچنین مسابقات جام کنفدراسیون‌ها بین تیم‌های اسپانیا و ایتالیا رعایت نکرده بودند؛ گفت: 
در تماس تلفنی که با رئیس صدا و سیما داشتم به وی این موضوع را متذکر شدم.

#### ساپورت پوشیدن زنان
مطهری با «اصل ساپورت پوشیدن زنان» مخالف نیست. بلکه با برخی از پوشش‌های ساپورتی زنان مخالف است. برخی این ویژگی مطهری را ناشی از شجاعت وی دانسته‌اند که می‌تواند با صراحت به پوشش زنان طبقه متوسط جامعه بتازد بدون اینکه واهمه‌ای از رأی نیاوردن در انتخابات بعدی داشته باشد.

### مصباح یزدی
مطهری در واکنش به سخنان مصباح یزدی در خرداد ۱۳۹۳ در جمع اعضای کاروان پیاده عازم حرم روح‌الله خمینی، علیه حسن روحانی گفته‌بود

چرا در دولت قبلی که انحرافات فرهنگی بیشتر از امروز بود و رئیس‌جمهور سابق [محمود احمدی‌نژاد] و آقای مشایی افکار ویژه مخالف مبانی و آرمان‌های انقلاب اسلامی را مطرح می‌کردند از قبیل مکتب ایران، وحدت ادیان و بیداری انسانی به جای بیداری اسلامی، فقط گاهی به اشاراتی اکتفا می‌کردید؟
یک جمله رئیس‌جمهور را که قابل تاویل است به سکولاریسم تفسیر می‌کنند و با تندی به وی حمله می‌کنند، لذا این شائبه ایجاد می‌شود که حب و بغض‌ها در این‌گونه قضاوت‌ها دخالت دارد.

مصباح یزدی در سالروز وفات روح‌الله خمینی در جمع اعضای کاروان پیادهٔ عازم حرم او در پاسخ به سخنان حسن روحانی (برخی دچار توهم هستند و مدام غصه دین مردم را می‌خورند در حالی که نه دین را می‌شناسند و نه آخرت را) گفته بود:
«حتی برخی از افراد عمامه به سر که دارای مسئولیت هستند، در واکنش به اجتماع مردم در خصوص بدحجابی و نگرانی علما از وضع دین و فرهنگ و تجمع روحانیت در فیضیه، آن‌ها را کسانی معرفی می‌کنند که اسلام را نشناخته‌اند و آن‌ها را متهم به توهم می‌کنند. باید از وی پرسید مگر خود تو دینت را از کجا یادگرفته‌ای؟ از فیضیه یا از انگلستان؟»

### رفع حصر
علی مطهری در واکنش به اظهارات دادستان کل کشور، محسنی‌اژه‌ای، مبنی بر «دلیلی برای رفع حصر وجود ندارد»، نامه‌ای خطاب به وی نگاشت.
آقای اژه‌ای شما فرموده‌اید «نظام با تمام سعه صدر خود با سران فتنه برخورد کرده است و دلیلی برای رفع حصر وجود ندارد»، خلاصه حرف شما این است که اگر توبه کنند، بخشیده می‌شوند. این منطق نه با عقل سازگار است و نه با شرع و اصولاً منتقد نظام یا باید در زندان باشد یا در حصر. در واقع جنابعالی آقایان موسوی و کروبی را بدون محاکمه و حکم قضایی و بدون دادن حق دفاع به آن‌ها محکوم به حبس ابد کرده‌اید. برخلاف اصول ۳۲ و ۳۷ قانون اساسی. بدیهی است که قانون اساسی برای اجراست نه یک امر تشریفاتی.
در دیدار فراکسیون شاهد مجلس با رهبری دربارهٔ مسئله حصر خانگی گفتم از نظر من و بسیاری از افراد، ادامه حصر خانگی آقایان موسوی و کروبی به نفع کشور و انقلاب نیست و ضرورتی ندارد. اگر یکی از این دو در این حال از دنیا برود، مسئله به صورت یک غده چرکین برای جمهوری اسلامی باقی می‌ماند. از جناب عالی درخواست می‌کنم که به قوه قضائیه دستور بدهید که این موضوع را تمام کنند. اگر لازم است محاکمه شوند، همراه سایر اطراف ماجرا محاکمه شوند و به قضیه خاتمه داده شود.

ایشان گفتند:
«من قبلاً دربارهٔ بصیرت صحبت کرده‌ام و این که نباید راه شهدا و راه انقلاب را گم کنیم. جرم اینها بزرگ است و اگر امام (ره) بودند شدیدتر برخورد می‌کردند. اگر اینها محاکمه شوند حکمشان خیلی سنگین خواهد بود و قطعاً شما راضی نخواهید بود. ما اکنون به اینها ملاطفت کرده‌ایم.»
علی مطهری در جلسه علنی یکشنبه ۲۱ دی ماه ۱۳۹۳ در نطق میان دستور خود گفت: 
«در ایام ۹ دی برخی رسانه‌ها از جمله صدا و سیما راه افراط پیمودند و بر طبل تفرقه کوبیدند و ماهیت ۹ دی را آنگونه که دوست داشتند معرفی کردند در حالی که همه می‌دانند در ۹ دی‌ماه سال ۸۸ مردم با قاطعیت از تخلفات دو طرف فتنه دوری و به دفاع از انقلاب و جمهوری اسلامی پرداختند. اگر بخواهیم ۹ دی را مظهر تفرقه میان ملت قرار دهیم دیگر یوم‌الله نخواهد بود بلکه یوم‌الشیطان خواهد بود.

همچنین اینجانب حصر خانگی آقایان موسوی، کروبی و خانم رهنورد را پس از پایان آشوب‌های خیابانی بدون حکم قضائی همچنان خلاف اصول متعدد قانون اساسی و ادامه آن را به زیان انقلاب اسلامی می‌دانم و معتقدم در این زمینه شورای عالی امنیت ملی به ریاست رئیس‌جمهور و قوه قضائیه کوتاهی کرده‌اند. همه می‌دانند که من هیچ تعلق خاطری به آقایان کروبی و موسوی ندارم و در انتخابات سال ۸۸ نیز به آقای رضایی رای دادم. هدف اینجانب دفاع از یک موضوع بزرگ‌تر در نظام اسلامی است.»
گفتنی است به دلیل اعتراض نمایندگان به اظهارات علی مطهری، نطق وی ناتمام ماند. و همچنین بنا بر گفتهٔ آقای مطهری:
آقای آقامحمدی [نماینده خرم‌آباد] برای تکمیل کارش متن نطق من را هم قاپید و پاره کرد.
طبق گفتهٔ عابد فتاحی نمایندهٔ مردم ارومیه: «البته لحظات آخر موجی آمد و ایشان را پایین کشیدند و یک نفر هم می‌خواست متن نطق ایشان را پاره کند و دست چپ ایشان زخم سطحی برداشت.».
مطهری در اظهاراتی مجلس نهم را استثناء خوانده و همچنین اینکه مجلس نهم دفاع از حقوق ملت را در راس کار خود قرار نداده.
به هر حال مجلس آزمون بدی داد و البته این‌گونه رفتارها دور از ذهن نیست زیرا این مجلس در سال ۹۰ در فضای متأثر از فتنه ۸۸ و در حالیکه بسیاری از افراد خوش‌فکر کاندیدا نشدند یا رد صلاحیت شدند شکل گرفت و بیشتر یک تیپ خاص وارد مجلس شدند به عبارتی دیگر این مجلس یک استثناست و به امید خدا مجالس آینده چنین نخواهد بود و دفاع از حقوق ملت را در راس کار خود قرار خواهند داد.

### انتقاد از روش رسیدگی به پرونده سعید طوسی
علی مطهری ضمن انتقاد از طولانی شدن فرایند بررسی پرونده سعید طوسی، نحوه رسیدگی به این پرونده را طبیعی ندانست. علی مطهری همچنین گفت: 
مقامات قضایی رعایت مصلحت خودساخته را کرده‌اند که مثلاً چون متهم قاری قرآن است، بهتر است به‌طور جدی پیگیری نشود؛ که البته این روش اشتباه است و با عدالت اسلامی و علوی سازگار نیست.
به نظر علی مطهری، همین کندی در رسیدگی پرونده باعث شده که شاکیان به شبکه‌های خارجی پناه ببرند.

ایشان در موضوع استفاده از سعید طوسی به عنوان قاری قرآن در شروع مجلس دهم هم واکنش نشان داد. او گفت:
وقتی فردی چنین پرونده‌ای دارد چرا در یک مراسم رسمی کشوری مانند افتتاحیه مجلس دهم از او به عنوان قاری استفاده می‌شود؟ طبعاً این شائبه پیش می‌آید که می‌خواهند شاکیان را بترسانند تا دست از شکایت خود بردارند.
علی مطهری اضافه کرد: اثبات این گونه جرایم بسیار سخت و گاه نشدنی است. مگر آن که خود فرد اقرار کرده باشد. دین اسلام نقل و انتشار این گونه اخبار که به عفاف جامعه مربوط است -حتی به فرض اثبات- منع کرده. علت آن هم این است که نمی‌خواهد قبح این گونه گناهان از بین برود. او در آخر گفت: در پرونده آقای سعید طوسی به نظر می‌رسد قصوری صورت گرفته است که حدود پنج سال معطل مانده است.

### پیشنهاد تشکیل ناتوی اسلامی
در شهریور ۱۳۹۶ خورشیدی، علی مطهری در واکنش به سرکوب یک اقلیت مسلمان در کشور میانمار، خواستار تشکیل یک نیروی مشترک نظامی، شبیه پیمان ناتو بین کشورهای مسلمان شد تا در موارد مشابه، قادر به مداخله نظامی باشد. مطهری افزود:
معلوم نیست چرا ما مسلمانان به فکر تشکیل یک نیروی مشترک نظامی شبیه ناتو نیستیم که در این‌گونه موارد وارد عمل شود.

### انتقاد شدید از چند بازیکن تیم ملی فوتبال ایران
در مسابقات فوتبال جام ملت‌های آسیا ۲۰۱۹، بلافاصله پس از شکست تیم ملی فوتبال ایران در برابر تیم ملی فوتبال ژاپن و با توجه به درگیری‌های رخ داده بین بازیکنان تیم ملی ایران با تیم ملی ژاپن، علی مطهری در یک پست اینستاگرامی، ضمن نکوهش شدید رفتار برخی از ملی پوشان فوتبال ایران، رفتار برخی بازیکنان ایران را ضربه‌ای مهلک به مردم ایران محسوب کرد و خواستار تنیبه بازیکنان مذکور شد. علی مطهری همچنین افزود: 
«رفتاری که آقایان آزمون و حاج‌صفی و رضائیان از خود نشان دادند و در مقابل چشم مردم جهان قرار گرفت ضربه‌ای مهلک به ملت ایران بود و این افراد باید تنبیه شوند. اینها بازی در تیم ملی را با بازی در کوچه و محله اشتباه گرفته‌اند و نمی‌فهمند که رفتار آنها، رفتار و اخلاق و فرهنگ ملت ایران را به دنیا منتقل می‌کند.»

### انتقاد دربارهٔ مجلس
در فروردین ۹۹، علی مطهری با تأکید بر اینکه «در حال انتقال از جمهوری اسلامی به حکومت اسلامی هستیم»، گفت: «عده‌ای در درون حاکمیت به‌طور جدی به دنبال حکومت اسلامی هستند، چرا که رأی مردم را تزئینی می‌دانند». او گفت این افراد اعتقاد دارند «مجلس یک نهاد مشورتی و نهادی است که باید منویات رهبری را اجرا کند» و «رئیس‌جمهور مستقیماً باید منصوب رهبری باشد». او بر همین اساس پیشنهاد داد که رئیس‌جمهور آینده توسط رهبر جمهوری اسلامی منصوب شود. مطهری در ادامه گفت بسیاری از مشکلات کنونی ناشی از لج‌بازی بخشی از حکومت با دولت روحانی است و اگر در انتخابات سال ۹۶ ابراهیم رئیسی رای آورده بود، «شاید به مذاکره با آمریکا هم رسیده بودیم و اف‌ای‌تی‌اف هم به اینجا نمی‌رسید» و حامیان او هم می‌گفتند که «ما چرخش عزت‌مدارانه کرده‌ایم و امروز مصلحت اسلام در این است».
مطهری همچنین با تأکید بر اینکه «شرکت در انتخابات تأثیری در سرنوشت ما ندارد»، گفت: «نهادهای انتخابی دکوری برای دموکراسی هستند و تصمیمات در جای دیگر گرفته می‌شود». او در توضیح این جمله گفت که در مجلس شورای اسلامی به‌طور دائم گفته می‌شود «پیغامی از بیت آمد» و «آقایان لاریجانی و عارف همیشه گوش‌به‌زنگ بیت بوده‌اند». مطهری گفت زمانی که نایب رئیس مجلس بوده، پیشنهاد داده دربارهٔ جایگاه مجلس با علی خامنه‌ای مذاکره شود ولی به آن توجه نشده و «اصلاً مجلس را در این حد نمی‌دانند که با رهبری صحبت کند».

### انتقاد به اشغال سفارت آمریکا
روز ۱۳ آبان ۱۳۹۹ در سالگرد گروگان‌گیری در سفارت ایالات متحده آمریکا او در توییتر گفت:
اگر در شرایط اوایل انقلاب ۵۷، تصرف سفارت آمریکا قابل توجیه بود «ادامه ۴۴۴ روزه آن را نمی‌توانیم به عنوان یک کار ضروری و مفید توجیه کنیم» و این اقدام، چهره جمهوری اسلامی «را در دنیا مخدوش و زمینه حمله صدام به ایران را فراهم کرد و امروز هم تحریمهای ناشی از آن را تحمل می‌کنیم.».

### درگیری با مهدی کوچک‌زاده
در یکی از جلسات مجلس هشتم وقتی مطهری گفت که نام خانوادگی مهدی کوچک‌زاده در گذشته کوچک‌اُف بوده و او تبار روس دارد و وی با نام کوچک‌اُف خطاب کرد، جلسه مجلس با درگیری لفظی و فیزیکی این دو نماینده به تشنج کشیده شد. کوچک‌زاده یک شی را به سوی مطهری پرتاب کرد و مطهری نیز با عباراتی چون «خفه شو، بتمرگ سر جات» و «پفیوز» او را خطاب قرار داد.

### مخالفت با عید نوروز بخاطر غزه
علی مطهری در تاریخ ۷ فروردین ۱۴۰۳ دربارهٔ عید نوروز گفت: 
«متأسفانه اکثر کشورهای اسلامی این موضوع غزه را فراموش کردند و در ایران هم که همه‌مان در این ایام درگیر نوروز هستیم و به‌طور کلی همه موضوع غزه را فراموش کردند و به نظرم به خاطر ظلمی که به مردم غزه شده ما اصلاً نباید عید می‌داشتیم.»